# Крещендо

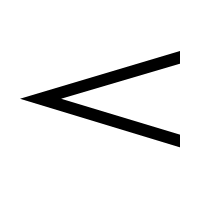
Нотное обозначение

Креще́ндо или креше́ндо (итал. crescendo, буквально — «увеличивая») — музыкальный термин, обозначающий постепенное увеличение силы звука. В нотах обозначается знаком «<», или сокращённо cresc.
До середины XVIII века в музыке господствовала динамика форте и пиано, специальные знаки для обозначения которых были введены в XVI веке, которыми предположительно и определялись переход от пиано к форте (крещендо) и обратно (диминуэндо). Развитие скрипичной музыки в конце XVII — начале XVIII веков, в которой стали активнее использоваться крещендо и диминуэндо, потребовало создание особых знаков для их обозначения. С середины XVIII века композиторы стали прибегать к словесному обозначению крещендо и диминуэндо, хотя обозначения, похожие на современные, встречаются уже в произведениях Франческо Джеминиани (1739) и Франческо Марии Верачини (1744). Многие использовавшиеся до конца XVIII — начала XIX веков музыкальные инструменты (например, клавесин и клавикорд) не обладали техническими возможностями постепенного увеличения силы звука, а орган получил такую способность только в XIX веке. Эта проблема была решена созданием фортепьяно. 
Наибольшие по масштабу крещендо и диминуэндо достижимы в оркестре, однако и там они развивались вместе с развитием музыкальных составов оркестров — оркестровые крещендо стали использоваться в большом количестве лишь начиная с композиторов мангеймской школы, которые стали добиваться крещендо не путём увеличения количества задействованных музыкальных инструментов, но ростом силы звука всего оркестра. Драматургические функции крещендо в полной мере проявляются в симфонических сочинениях Людвига ван Бетховена, а «Болеро» Мориса Равеля полностью построено на постепенном ступенчатом крещендо, в котором композитор возвращается к старинным традициям, не только усиливая силу звучания отдельных инструментов, но и увеличивая их задействованное количество. 

## Примечания

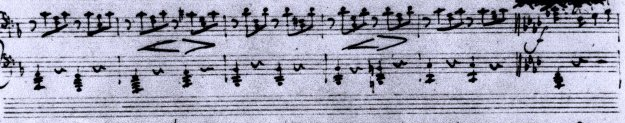
Обозначения крещендо и диминуэндо в оригинале Фантазии фа-минор для фортепиано в четыре руки Франца Шуберта